# نوما (آیووا)
نوما (به انگلیسی: Numa) شهری در ایالت آیووا کشور ایالات متحده آمریکا است که جمعیت آن در سرشماری سال ۲۰۱۰ میلادی، ۹۲ نفر بوده‌است.